# Corte Superior de Justicia del Cusco
La Corte Superior de Justicia del Cusco es el tribunal de apelación cuya sede es la ciudad del Cusco, capital del departamento homónimo y cuya competencia se extiende a todo el Distrito Judicial del Cusco. Fue creada el 30 de diciembre de 1824 durante el gobierno dictatorial de Simón Bolívar. Está compuesta por un total de 4 salas superiores que conocen en segunda instancia las sentencias expedidas por los juzgados especializados del distrito judicial.

## Historia
Los inicios de esta Corte se remontan a la existencia de la Real Audiencia del Cusco que fue creada a fines del siglo XVIII. El Cusco y su Real Audiencia reconocieron la capitulación de Ayacucho recién el 22 de diciembre de 1824 por lo que, como consecuencia, dio lugar a la existencia de la Corte Superior de Justicia del Cusco el 30 de diciembre de 1824. Su instalación se produjo el 1 de febrero de 1825 bajo la dictadura de Simón Bolívar quien, además, se encontraba presente en la ciudad. El primer presidente de la corte fue Vicente León Argüelles y los vocales fueron los señores Santiago Corbalán, Benito Laso de la Vega y Manuel Torres Matto. El fiscal de la corte fue el señor José María de Lara.
Por Ley N.º 8242 del 8 de abril de 1936 y se creó la Corte Superior de Justicia de Apurímac, la misma que se instaló el 7 de septiembre de 1936 bajo la presidencia de Óscar R. Benavides retirando los territorios del departamento de Apurímac de la competencia de este distrito con excepción de la provincia de Cotabambas. Recién en el año 2001, esa provincia salió de la competencia de este distrito para integrarse al Distrito Judicial de Apurímac.
El 18 de junio del 2001 mediante Resolución Administrativa N.º 065-2001-CE-PJ se creó el Distrito Judicial de Madre de Dios  separando al departamento de Madre de Dios de la competencia de este distrito.

## Competencia territorial
Según la organización territorial inicial, las Cortes Superiores tenían competencia territorial en el departamento de su sede, el mismo que se correspondía con un determinado Distrito Judicial. Sin embargo, esta división fue modificándose paulatinamente por razones de cercanía comunicativa. En la actualidad la Corte Superior de Justicia del Cusco es competente territorialmente sobre las provincias del Departamento del Cusco.
Los distritos de Kimbiri y Pichari de la provincia de La Convención no se encuentran bajo su jurisdicción, ya que, por motivos de cercanía geográfica y facilidad de medios de transporte, se encuentran incluidos en el Distrito Judicial de Ayacucho.

## Composición
La Corte Superior de Justicia del Cusco está conformada por 8 salas:
- 1 Sala Civil con sede en Cusco
- 1 Sala Constitucional con sede en Cusco
- 1 Sala Laboral con sede en Cusco
- 3 Sala Penales con sede en Cusco.
- 1 Sala Mixta con sede en Sicuani
- 1 Sala Mixta con sede en Quillabamba

Cada Sala está conformada por tres jueces superiores que, en el Perú, reciben la denominación de "vocales superiores". La reunión de todos los vocales superiores constituyen la "Sala Plena" que es el máximo órgano deliberativo de la Corte Superior.

## Presidente de la Corte Superior
De conformidad con los artículos 38 y 45 de la Ley Orgánica del Poder Judicial, los vocales eligen un Presidente de la Corte Superior. En el caso del Cusco, la elección se realiza el primer jueves del mes de diciembre cada dos años mediante votación secreta de los vocales superiores titulares.
El actual Presidente de la Corte Superior es la doctora Karinna Justina Holgado Noa.

## Sede
Las Salas Superiores tienen su sede en el centro histórico de la ciudad, precisamente en el Palacio de Justicia ubicado en la segunda cuadra de la Avenida El Sol.